# Bulia umbrosa
Bulia umbrosa là một loài bướm đêm trong họ Erebidae.